# Stazione di Kaiserslautern Centrale
La stazione di Kaiserslautern Centrale (in tedesco Kaiserslautern Hbf) è la principale stazione ferroviaria della città tedesca di Kaiserslautern.

## Storia
Il nuovo fabbricato viaggiatori, di aspetto moderno, venne terminato nel 1954.

### Esplicative
1. ↑  Abbreviazione di Kaiserslautern Hauptbahnhof, letteralmente "Kaiserslautern stazione principale".

### Bibliografiche
1. ↑  (DE) Martin Schack, Neue Bahnhöfe. Empfangsgebäude der Deutschen Bundesbahn 1948–1973, Berlino, Verlag B. Neddermeyer, 2004,  p. 170, ISBN 3-933254-49-3.